# 양소영 (변호사)
양소영(梁素瑛, 1971년 4월 30일 ~ )은 대한민국의 변호사이자 방송인, 수필가이자 유튜버이다.

## 주요 이력
본관은 제주(濟州). 전라남도 함평에서 출생하여 지난날 한때 전라남도 목포에서 잠시 유아기를 보낸 적이 있는 그녀는 한때 강용석, 장진영, 박지훈 등과 함께 TV 방송에서 빅 데이터급 변호사로 일컬어졌으며 이에 아울러 독실한 개신교 신자인 그녀는 1998년 제40회 사법시험 합격자 출신이다.
2018년 이후에서부터 현재까지 미투 운동 의뢰자들을 위하여 무료 공익 법률 변호 관련 상담을 주도하고 있다. 2019년 부터 한부모 가정 양육비 해결을 위한 법률지원 및 칸나희망기금지원등 공익활동을  시작으로 하여 2022년 사단법인 칸나희망서포터즈를 설립하여 운영하고 있다.

## 가족 관계
배우자 이은항(李殷恒) 남편(부군)과의 사이에서 1남 2녀(첫째딸 이정헌, 둘째딸 이시헌, 막내아들 이웅주)를 두었다.

## 주요 경력
- 대한법률구조공단 초급행정법률수습위원.
- 참여연대 여성청년초급행정법률연구위원.
- 서울지방국세청 고문 변호사.
- 서울지방노동청 고문 변호사.
- 대한변호사협회 인권행정위원회 여성인권행정분과위원.
- 대한변호사협회신문 편집위원.
- 서울지방국세청 송파세무지서 고충처리위원.
- 서울 송파세무서 이의신청심의위원.
- 국방부 특별배상심의위원.
- 법제처 법령해석심의위원.
- 국세청 국세심사위원.
- 보건복지부 아동권리행정위원.
- 법무부 인권옹호자문단 자문위원.
- 대한변호사협회 재무위원.
- 조세심판원 비상임조세심판관.
- 교원소청심사위원회 교육행정심사위원.
- 양소영 법률사무소 대표 변호사.
- 법무법인 숭인 대표 변호사.
- 여성가족부 법률행정자문위원.
- 사단법인 칸나희망서포터즈 대표

## 학력
- 기산초등학교 졸업
- 광주수피아여자중학교 졸업
- 대성여자고등학교 졸업
- 이화여자대학교 법학과 학사(1995년)[1]

## 출연작

### TV 프로그램
- 《생방송 화제집중》 (MBC, 2006년)
- 《생방송 부모》 (EBS, 2009년)
- 《속풀이쇼 동치미》 (MBN, 2012년)
- 《웰컴 투 시월드》 (채널 A, 2013년)
- 《웰컴 투 돈월드》 (채널 A, 2013년)
- 《강적들》 (TV조선, 2013년)
- 《세바퀴》 (MBC, 2013년)
- 《둥지탈출 시즌 2》 (tvN, 2017년)
- 《여유만만 (KBS)》 (KBS2, 2018~)
- 《기분 좋은날 (MBC)》 (MBC, 2018~)
- 《아침마당》 (KBS1, 2018~)

### 라디오 프로그램
- 《행복한 교육 세상》 (EBS FM, 2016년)
- 《여성시대》(MBC 표준FM, 2017년)
- 《백성문과 함께 하는 오천만의 변호인》 (EBS FM, 2018년)
- 《싱글벙글쇼-부부의 찐세계》 (MBC 표준FM, 2020년)
- 《양소영의 상담소 양담소 진행》 (YTN라디오, 2020년)

## 저서

### 수필
- 《인생은 초콜릿》(2018년)
- 《상속을 잘 해야 집안이 산다 가족의 행복을 완성하는 진짜 상속의 기술》(2020년)